# Natasza Parzymies
Natasza Parzymies (ur. 12 maja 1999) – polska reżyserka i scenarzystka filmowa, absolwentka i wykładowczyni Warszawskiej Szkoły Filmowej.
W swoich filmach skupia się na tematyce miłosnej i porusza tematykę współczesnych problemów młodych ludzi. Wśród swoich inspiracji wymienia głównie film Carol, zaznacza również, że dużą rolę w jej życiu odgrywa teatr.

## Życiorys
W wieku 18 lat nakręciła obyczajowy miniserial internetowy Kontrola, którego pierwszy odcinek stworzyła jako pracę zaliczeniową na studia w Warszawskiej Szkole Filmowej. Rozgłos zdobyła po publikacji recenzji Kontroli w „Gazecie Wyborczej” w lutym 2020, a także dzięki dużej popularności serialu wśród polskich i zagranicznych widzów. Została zgłoszona do Paszportów Polityki 2020 w kategorii Film. W 2021 została nominowana w plebiscycie O!Lśnienia w kategorii serial za emanujący ciepłem i twórczą energią internetowy serial o lesbijskiej miłości. Magazyn „Wysokie Obcasy” umieścił ją na liście 50 śmiałych kobiet 2020.
W 2021 roku razem z Olgą Bołądź, Kubą Czekajem i Anna Jadowską stworzyła skład jury Festiwalu Filmów w Czasie Kwarantanny – KINO 2021 oraz była gościem Festiwalu Góry Literatury 2020. Ponadto wyreżyserowała i napisała Random, miniserial zawierający elementy słuchowiska oraz filmu wyprodukowany przez serwis strumieniowy Storytel.
W latach 2021–2022 wyreżyserowała drugi, trzeci i czwarty sezon Kontroli na zlecenie serwisu internetowego Player i TVN Warner Bros. Discovery.
W 2022 roku amerykański tygodniki Variety umieścił Parzymies na liście Variety Young Hollywood Up Next Impact List zrzeszającej młodych przedstawicieli branży rozrywkowej docenionych za międzynarodowe dokonania. Rok później wyreżyserowała film krótkometrażowy Moje stare. Otrzymał on dwie nagrody na 48. Festiwalu Polskich Filmów Fabularnych w Gdyni - Nagrodę Mięsiecznika Zwierciadło „Mocne wejście” oraz nagrodę marki dr Irena Eris dla Doroty Stalińskiej i Doroty Pomykały grających główne role w Moich starych.
W 2023 roku nakręciła również film krótkometrażowy Też to słyszycie zachęcający kobiety do głosowania w wyborach parlamentarnych w 2023 roku.  

## Filmografia[20]
- 2018: Kontrola (etiuda szkolna) – reżyseria, montaż
- 2018: Słowik (etiuda szkolna) – reżyseria, scenariusz
- 2019: Dreamland (etiuda szkolna) – reżyseria, scenariusz
- 2020: Gwiazdeczka (etiuda szkolna) – reżyseria, scenariusz (współtworzony z Alicją Sokół)
- 2019-2022: Kontrola (serial) – reżyseria, scenariusz, produkcja
- 2021: Random – reżyseria, scenariusz (współtworzony z Alicją Sokół)
- 2023: Też to słyszycie (film krótkometrażowy) - reżyseria, scenariusz (współtworzony z Alicją Sokół)
- 2023: Moje stare (etiuda szkolna) - reżyseria, scenariusz (współtworzony z Alicją Sokół), produkcja